# Schweizerische Stiftung für Alpine Forschung
Die Schweizerische Stiftung für Alpine Forschung (SSAF) ist eine private Stiftung, die sich die Erforschung von Lebensräumen im Gebirge zur Aufgabe gemacht hat. Der Sitz der Stiftung ist Zürich.

## Name und Logo
Es gibt vier Namensformen, aus denen sich drei Abkürzungen ergeben:
- Deutsch: Schweizerische Stiftung für Alpine Forschung (SSAF)
- Französisch: Fondation Suisse pour Recherches Alpines (FSRA)
- Italienisch: Fondazione Svizzera per Ricerche Alpine (FSRA)
- Englisch: Swiss Foundation for Alpine Research (SFAR)

Auf der eigenen Website verwendet die Stiftung die deutsche Sprache und vorrangig die deutsche Namensform. Auf der Webseite „Über uns“ hat sie die drei Abkürzungen als Überschrift gewählt: SSAF-FSRA-SFAR.
Das Logo ist eine Wort-Bild-Marke. Der Bildanteil ist ein auf dem Kopf stehendes Dreieck, in dem eine stilisierte Bergkette mit Streifenmuster und ein Schweizerkreuz eingezeichnet sind. In einer Version des Logos erscheinen die vier vollen Namensformen rechts neben der dreieckigen Grafik. In einer anderen Version stehen die drei Abkürzungen SSAF, FSRA, SFAR an den Ecken des Dreiecks.

## Organe
Das massgebliche Organ ist der Stiftungsrat. Präsident ist der Historiker Etienne Gross, der dem Stiftungsrat seit 1987 angehört. Die sechs weiteren Mitglieder sind (Stand 2022): zwei Geographen, ein Geologe, ein Glaziologe,  eine Botanikerin (Erika Hiltbrunner) und ein Zoologe (Thomas Weber-Wegst).
Thomas Weber-Wegst ist seit 1996 zugleich Geschäftsführer der Stiftung.

## Geschichte

### Gründung

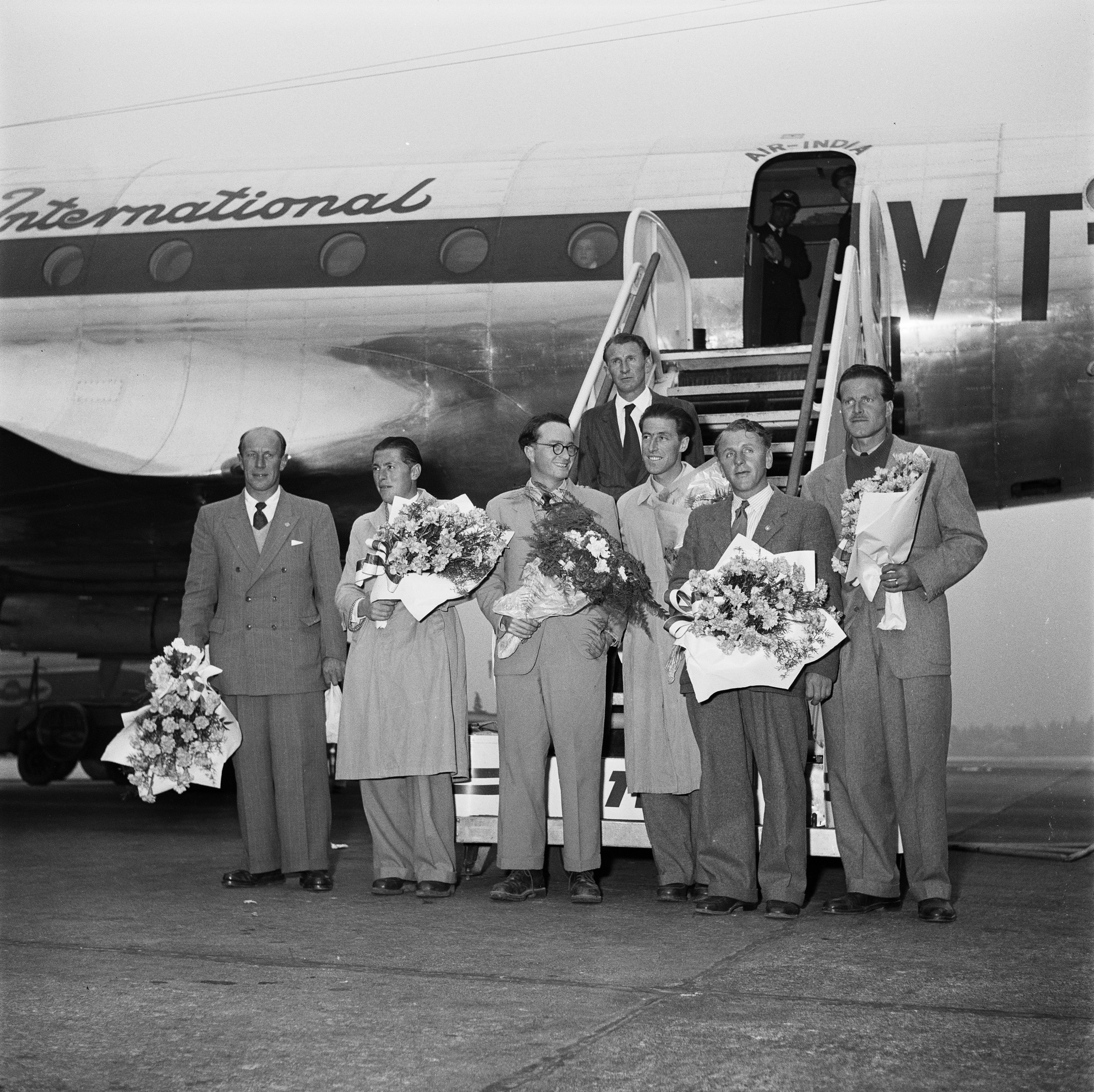
Die Teilnehmer der Schweizer Herbst-Expedition 1952 bei der Rückkehr am Flughafen Genf. Von links: Raymond Lambert, Arthur Spöhel, Gabriel Chevalley, Ernst Reiss, Gustav Gross, Norman Dyhrenfurth. Hinten Jean Buzio.

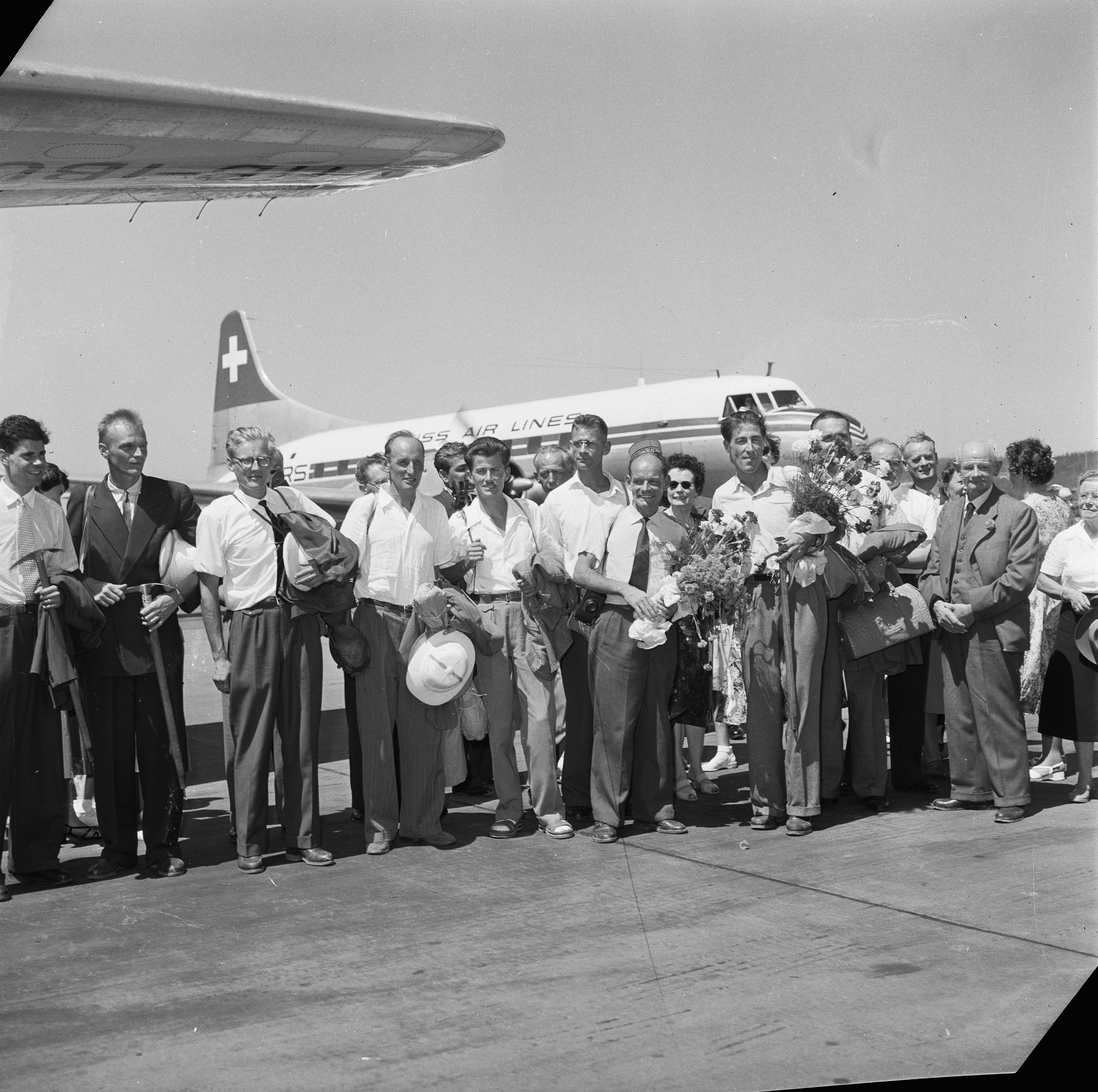
Teilnehmer der Schweizer Himalaya-Expedition 1956 bei der Rückkehr am Flughafen Zürich. Erste Reihe, von links: von Gunten, Schmied, Marmet, Diehl, Leuthold (Arzt), Luchsinger, Reist, Reiss. Zwischen Leuthold und Luchsinger in der zweiten Reihe: Eggler.

Weil die Schweiz, als klassisches Land des Alpinismus, noch keine Expeditionen organisiert hatte, bildeten Ende 1938 Mitglieder des Schweizer Alpen-Clubs (SAC), des Schweizerischen Akademischen Skiclubs (SAS), des Akademischen Alpenclubs Zürich (AACZ) und des Akademischen Alpenclubs Bern (AACB) ein Initiativkomitee zur Gründung einer eigenen Organisation, um wissenschaftlich begleitete Forschungsexpeditionen ins Gebirge, in arktische, antarktische und weitere noch unerforschte Gebiete zu organisieren, zu finanzieren und auszurüsten.
Die SSAF wurde 1939 von Karl Weber (1903–1973) und Ernst Feuz gegründet. Weber war von 1942 bis 1973 Präsident, Feuz war langjähriger Geschäftsführer.

### Expeditionen
Die Stiftung führte in den Jahren von 1939 bis 1956 elf Expeditionen vor allem in den Himalaya durch.
- Himalaya (1936): Leiter Arnold Heim, Augusto Gansser[5]
- Himalaya (1939): Leiter André Roch, Fritz Steuri, David Zogg, Ernst Huber
- Himalaya (1947): Leiter André Roch, Annelies Lohner, Alfred Sutter, Alexander Graven, René Dittert
- Karakorum (1947): Hans Gyr, Robert Kappeler, H. W. Tilman, Campell H. Secord
- Tibesti (1948): Edouard Wyss-Dunant, Marcel Chappot, Herbert Hildebrand, Kurt Tschudi
- Nepal Himalaya (1949): Leiter Alfred Sutter, Annelies Lohner, Edouard Wyss-Dunant, René Dittert, Adolf Rubi, Jacob Pargätzi
- Garhwal-Himalaya (1950): Leiter René Dittert, Alfred Tissieres, Gabriel Chevalley, Kenneth Berrill
- Baffin Island in der kanadischen Arktis (1950, 1953) Leiter P.D. Baird, 20 internationale Teilnehmer
- Schweizer Himalaya-Expedition im Frühjahr 1952, «Genfer Expedition»: Leiter Edouard Wyss-Dunant, René Dittert, Gabriel Chevalley, Jean-Jacques Asper, René Aubert, Léon Flory, Ernest Hofstetter, Raymond Lambert (Bergführer), André Roch
- Schweizer Himalaya-Expedition im Herbst 1952: Leiter und Arzt Gabriel Chevalley, Raymond Lambert (Bergführer), Ernst Reiss, Norman Dyhrenfurth (Film), Jean Buzio, Arthur Spöhel (Bergführer, Fotograf), Gustave Gross (Bergführer), Norgay Tenzing (Sirdar). Bei dieser Expedition entstanden Filmaufnahmen.[6]
- Schweizer Himalaya-Expedition 1956: Leiter Albert Eggler, Wolfgang Diehl, Hans Grimm, Hansruedi von Gunten, Fritz Luchsinger, Jürg Marmet (Bergführer), Ernst Reiss, Dölf Reist, Ernst Schmied, Eduard Leuthold, Arthur Dürst, Fritz Müller. Bei dieser Expedition wurde der Lhotse erstmals und der Mount Everest zum zweiten und dritten Mal bestiegen.[7][8]

### Bücher und Karten
Die Stiftung hat sich immer wieder mit dem Gebiet des Himalaya und des Mount Everest befasst. Ab 1946 erschien die Bücherreihe Berge der Welt. 1988 entstand die bedeutende Mount-Everest-/Lhotse-Karte (Massstab 1:50'000) in Zusammenarbeit mit Werner Altherr (Swissair Photo und Vermessung) und dem National Geographic Magazine (USA). 1991 gab die Stiftung mit dem Boston Museum of Science eine ergänzte Karte mit dem zentralen Everestgebiet im Massstab 1:25'000 heraus.
Insgesamt publizierte sie über 200 Druckwerke, darunter viele topographische Karten. In ihren Druckwerken berichtet die Gesellschaft über Erkenntnisse auf den Gebieten der Biologie, Ethnologie, Geographie, Medizin und Archäologie alpiner Lebensräume.

### Archiv
Das Archiv der Stiftung wurde 2020 dem Hochschularchiv der ETH Zürich übergeben und ist dort einsehbar.

## Ziele
Themenschwerpunkte der Stiftung sind:
- Forschung zu vermitteln und zu organisieren für die Bergbevölkerung und den Bergsport
- Anliegen des Natur- und Umweltschutzes
- Projekte der Kartographie
- Projekte der Höhenmedizin

Mit einem Aufklärungsprojekt zur alpinen Biodiversität verfolgt die Stiftung seit 2013 das Ziel, der Entvölkerung und Vergandung von Bergregionen entgegenwirken und eine lebenswerte Bergwelt zu erhalten.
Die Stiftung preist seit 2012 den ProMontesPreis aus, mit dem Ideen und Initiativen zur Förderung von Arbeitsplätzen in der Bergwelt prämiert werden. Im Abstand von jeweils zwei Jahren wird der Preis an öffentliche und private Institutionen vergeben.

## Publikationen (Auswahl)
- 17-bändige Reihe Berge der Welt (1946–1969). Büchergilde Gutenberg, Zürich.
- Sanjay Kumar Nepal, Thomas Kohler, Bernhard Rudolf Banzhaf: Great Himalaya – Tourism and the Dynamics of Change. Hrsg.: Schweizerische Stiftung für Alpine Forschung in Zusammenarbeit mit dem Centre for Development and Environment [CDE] der Universität Bern. 2002 (englisch, als Beitrag für das UNO-Jahr der Berge 2002).
- Oswald Oelz: EVEREST / LHOTSE – Schweizer am Everest 1952 und 1956. Hrsg.: Schweizerischen Stiftung für Alpine Forschung. AS Verlag, Zürich 2006, ISBN 3-909111-23-8.
- Andrew Wilton: William Pars – Reise durch die Alpen – Voyage dans les Alps – Journey trough the Alps. De Clivo Press, Dübendorf 1979 (deutsch, französisch, englisch).
- Etienne Gross, Reto Moser, Patrick Savolainen: Schweizerische Stiftung für Alpine Forschung 1939–2014. 75-Jahr-Jubiläum. Schweizerische Stiftung für Alpine Forschung SSAF (Hrsg.), Zürich 2014, ISBN 978-3-85515-107-3.[12]